# Drimia macrocarpa
Drimia macrocarpa là một loài thực vật có hoa trong họ Măng tây. Loài này được Stedje mô tả khoa học đầu tiên năm 1987.